# Rio Angelim
Rio Angelim är ett vattendrag i Brasilien.   Det ligger i delstaten Espírito Santo, i den sydöstra delen av landet, 900 km öster om huvudstaden Brasília.